# مصفاة الجبيل (ساتورب)
مصفاة الجبيل (ساتورب) هي مصفاة بترول تابعة لشركة أرامكو السعودية، تقع في مدينة الجبيل. بطاقة تكرير تبلغ 400 ألف برميل يومياً، (64000 م3 / يومياً).